# Velika nagrada Generala Juana Peróna 1951
Velika nagrada Buenos Airesa 1951 je bila prva neprvenstvena dirka Formule 1 v sezoni 1951. Odvijala se je 18. februarja 1951 na dirkališču Circuito de la Costanera Norte.

## Dirka
| Poz | Dirkač                | Dirkalnik          | Krogi | Čas/Odstop |
| --- | --------------------- | ------------------ | ----- | ---------- |
| 1   | José Froilán González | Ferrari 166 FL     | 45    | 1.35'18.9" |
| 2   | Hermann Lang          | Mercedes-Benz W154 | 45    | 1.35'35.3" |
| 3   | Juan Manuel Fangio    | Mercedes-Benz W154 | 45    | 1.36'10.4" |
| 4   | Oscar Gálvez          | Ferrari 166 FL     | 44    | 1.36'25.0" |
| 5   | Alfredo Pian          | Maserati 4CL       | 44    | 1.36'55.0" |
| 6   | Karl Kling            | Mercedes-Benz W154 | 44    | 1.37'27.2" |
| 7   | Pascual Puópolo       | Maserati           | 43    | 1.36'08.4" |
| 8   | Hector Niemitz        | Alfa Romeo         | 42    | 1.35'19.0" |
| 9   | Jorge Daponte         | Maserati 4CLT      | 42    | 1.37'24.8" |
| 10  | Carlos Menditeguy     | Alfa Romeo 8C 308  | 41    | 1.36'29.8" |
| 11  | José Felix Lopes      | Simca-Gordini T-15 | 38    | 1.36'01.7" |
| 12  | Clemar Bucci          | Alfa Romeo 12C-37  | 33,   | 1.11'20.2" |
| Ods | Luis Alberto de Dios  | Simca-Gordini T15  | 8     |            |
| Ods | Roberto Miéres        | Maserati           | 2     |            |
| DNS | Onofre Marimon        | Maserati           |       |            |
| DNS | Alberto Crespo        | Maserati           |       |            |
| DNS | Viannini              | Maserati 4CL       |       |            |
| DNS | Victorio Rosa         | Maserati           |       |            |
| DNS | Eitel Cantoni         | Maserati 4CL       |       |            |